# Veslování na Letních olympijských hrách 1980
Veslování na Letních olympijských hrách 1980 v Moskvě.

## Medailisté

### Muži
| Disciplína              | Zlato | Stříbro | Bronz |
| Skif                    | Pertti Karppinen · Finsko (FIN) | Vasil Yakusha · Sovětský svaz (URS) | Peter Kersten · Německá demokratická republika (GDR) |
| Dvojskif                | Německá demokratická republika (GDR) · Joachim Dreifke · Klaus Kröppelien | Jugoslávie (YUG) · Zoran Pančić · Milorad Stanulov | Československo (TCH) · Zdeněk Pecka · Václav Vochoska |
| Párová čtyřka           | Německá demokratická republika (GDR) · Frank Dundr · Carsten Bunk · Uwe Heppner · Martin Winter                                                                                            | Sovětský svaz (URS) · Yuriy Shapochka · Evgeni Barbakov · Valeri Kleshnyov · Mykola Dovhan                                                                                    | Bulharsko (BUL) · Mincho Nikolov · Lyubomir Petrov · Ivo Rusev · Bogdan Dobrev |
| Dvojka bez kormidelníka | Německá demokratická republika (GDR) · Jörg Landvoigt · Bernd Landvoigt | Sovětský svaz (URS) · Yuri Pimenov · Nikolay Pimenov | Velká Británie (GBR) · Charles Wiggin · Malcolm Carmichael |
| Dvojka s kormidelníkem  | Německá demokratická republika (GDR) · Harald Jährling · Friedrich-Wilhelm Ulrich · Georg Spohr                                                                                            | Sovětský svaz (URS) · Viktor Pereverzev · Gennadi Kryuçkin · Aleksandr Lukyanov                                                                                               | Jugoslávie (YUG) · Duško Mrduljaš · Zlatko Celent · Josip Reić |
| Čtyřka bez kormidelníka | Německá demokratická republika (GDR) · Siegfried Brietzke · Andreas Decker · Stefan Semmler · Jürgen Thiele                                                                                | Sovětský svaz (URS) · Aleksey Kamkin · Valery Dolinin · Aleksandr Kulagin · Vitali Eliseev                                                                                    | Velká Británie (GBR) · John Beattie · Ian McNuff · David Townsend · Martin Cross |
| Čtyřka s kormidelníkem  | Německá demokratická republika (GDR) · Dieter Wendisch · Walter Dießner · Ullrich Dießner · Gottfried Döhn · Andreas Gregor                                                                | Sovětský svaz (URS) · Artūrs Garonskis · Dimants Krišjānis · Dzintars Krišjānis · Žoržs Tikmers · Juris Bērziņš                                                               | Polsko (POL) · Grzegorz Stellak · Adam Tomasiak · Grzegorz Nowak · Ryszard Stadniuk · Ryszard Kubiak                                                                                           |
| Osmiveslice             | Německá demokratická republika (GDR) · Bernd Krauß · Hans-Peter Koppe · Ulrich Kons · Jörg Friedrich · Jens Doberschütz · Ulrich Karnatz · Uwe Dühring · Bernd Höing · Klaus-Dieter Ludwig | Velká Británie (GBR) · Duncan McDougall · Allan Whitwell · Henry Clay · Chris Mahoney · Andrew Justice · John Pritchard · Malcolm McGowan · Richard Stanhope · Colin Moynihan | Sovětský svaz (URS) · Viktor Kokoshyn · Andriy Tishchenko · Oleksandr Tkachenko · Jonas Pinskus · Jonas Narmontas · Andrey Luhin · Oleksandr Mantsevych · Ihar Maystrenko · Hrihoriy Dmytrenko |

### Ženy
| Disciplína              | Zlato | Stříbro | Bronz |
| Skif                    | Sanda Tomaová (ROU) | Antonina Makhina (URS) | Martina Schröter (GDR) |
| Dvojskif                | Sovětský svaz (URS) · Yelena Khloptseva · Larisa Popova | Německá demokratická republika (GDR) · Cornelia Linse · Heidi Westphal | Rumunsko (ROU) · Olga Homeghi · Valeria Răcilăová |
| Párová čtyřka           | Německá demokratická republika (GDR) · Sybille Reinhardt · Jutta Ploch · Jutta Lau · Roswietha Zobelt · Liane Buhr                                                                         | Sovětský svaz (URS) · Antonina Pustovit · Yelena Matiyevskaya · Olga Vasilchenko · Nadezhda Lyubimova · Nina Cheremisina                                                                    | Bulharsko (BUL) · Mariana Serbezova · Rumelyana Boncheva · Dolores Nakova · Anka Bakova · Anka Georgieva                                                                   |
| Dvojka bez kormidelníka | Německá demokratická republika (GDR) · Ute Steindorf · Cornelia Klier | Polsko (POL) · Malgorzata Dluzewska · Czeslawa Koscianska | Bulharsko (BUL) · Siika Barboulova · Stoyanka Kubatova |
| Čtyřka s kormidelníkem  | Německá demokratická republika (GDR) · Ramona Kapheim · Silvia Frohlich · Angelika Noack · Romy Saalfeld · Kirsten Wenzel                                                                  | Bulharsko (BUL) · Ginka Gyurova · Mariyka Modeva · Rita Todorova · Iskra Velinova · Nadiya Filipova                                                                                         | Sovětský svaz (URS) · Mariya Fadeyeva · Galina Sovetnikova · Marina Studneva · Svetlana Semyonova · Nina Cheremisina                                                       |
| Osmiveslice             | Německá demokratická republika (GDR) · Martina Boesler · Christiane Knetsch · Gabriele Lohs · Karin Metze · Kersten Neisser · Ilona Richter · Marita Sandig · Birgit Schütz · Marina Wilke | Sovětský svaz (URS) · Nina Frolova · Mariya Payun · Olga Pivovarova · Nina Preobrazhenskaya · Nadezhda Prishchepa · Tatyana Stetsenko · Yelena Tereshina · Nina Umanets · Valentina Zhulina | Rumunsko (ROU) · Angelica Aposteanu · Elena Bondar · Florica Bucur · Maria Constantinescu · Elena Dobriţoiu · Rodica Frîntu · Ana Iliuţă · Rodica Puşcatu · Marlena Zagoni |

## Přehled medailí
| Pořadí | Země                                 | Zlato | Stříbro | Bronz | Celkově |
| ------ | ------------------------------------ | ----- | ------- | ----- | ------- |
| 1      | Německá demokratická republika (GDR) | 11    | 1       | 2     | 14      |
| 2      | Sovětský svaz (URS)                  | 1     | 9       | 2     | 12      |
| 3      | Rumunsko (ROU)                       | 1     | 0       | 2     | 3       |
| 4      | Finsko (FIN)                         | 1     | 0       | 0     | 1       |
| 5      | Bulharsko (BUL)                      | 0     | 1       | 3     | 4       |
| 6      | Velká Británie (GBR)                 | 0     | 1       | 2     | 3       |
| 7      | Polsko (POL)                         | 0     | 1       | 1     | 2       |
| 7      | Jugoslávie (YUG)                     | 0     | 1       | 1     | 2       |
| 9      | Československo (TCH)                 | 0     | 0       | 1     | 1       |
| Celkem | Celkem                               | 14    | 14      | 14    | 42      |